# Смерть Александра Македонского

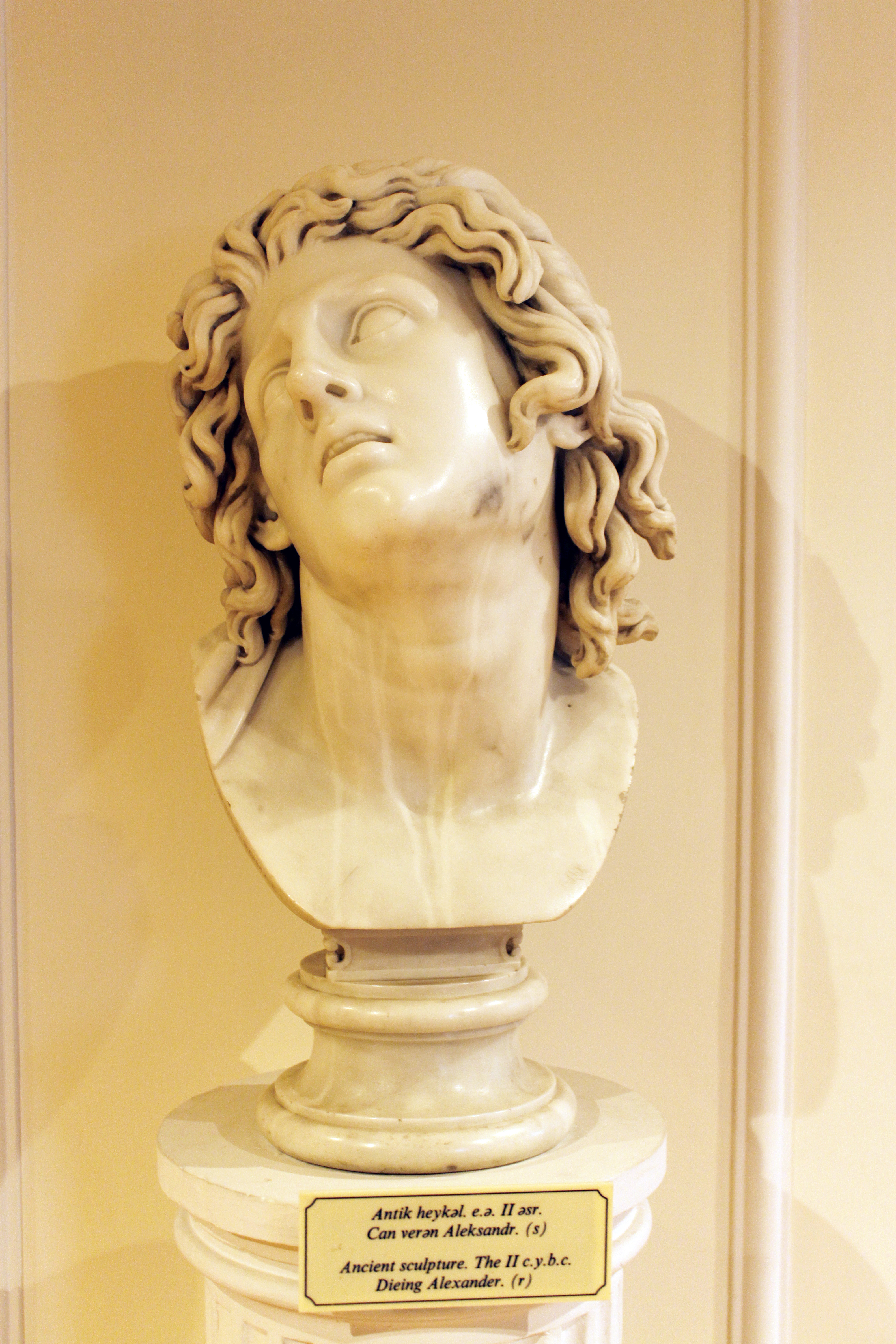
Умирающий Александр, копия II века до н. э. скульптура, Национальный музей искусств Азербайджана

Смерть Александра Македонского и последующие события были предметом дебатов. Согласно Вавилонскому астрономическому дневнику, Александр умер между вечером 10 июня и вечером 11 июня 323 года до н. э. в возрасте тридцати двух лет. Это произошло во дворце Навуходоносора II в Вавилоне.
Македоняне и местные жители плакали при известии о его смерти, а поданные Ахеменидов брили головы. Мать Дария III, Сисигамбис, узнав о смерти Александра, отказалась от пищи и умерла несколько дней спустя. Историки расходятся в оценке основных источников о смерти Александра, в результате чего возникли различные мнения.

## Предшествующие события
В феврале 323 до н. э. Александр приказал своей армии готовиться для похода на Вавилон. Согласно Арриану, после пересечения Тигра Александр встретил халдеев, которые советовали ему не входить в город, потому что их божество Бел предупреждал их, что это время станет роковым для Александра . Халдеи также предупредили Александра против маршрута на запад, так как тогда он будет смотреть на заходящее солнце, символ упадка. Было высказано предположение, чтобы он вошёл в Вавилон через Царские ворота, в Западной стене, где он будет лицом к востоку. Александр последовал этому совету, но маршрут оказался неблагоприятным из-за болотистой местности. По словам нидерландского историка Йоны Лендеринга, «судя по всему, в мае 323 года до н. э.» вавилонские астрологи пытались предотвратить несчастье, заменив Александра на вавилонском престоле обычным человеком, который бы взял на себя всю тяжесть предзнаменования. Греки, однако, не поняли, что это ритуал.

### Пророчество Калана
Калан, по всей видимости, был индийским Нага садху, которых греки называли гимнософистами. Он сопровождал греческую армию, возвращавшуюся из Пенджаба, по просьбе Александра. Ему в то время было семьдесят три года. Однако, когда персидский климат и усталость от путешествия ослабили его, он сообщил Александру, что предпочел бы умереть, чем жить инвалидом. Он решил лишить себя жизни путем самосожжения. Александр пытался отговорить его от этого, но по настоянию Калана Александр смягчился, и работы по сооружению костра были возложены на Птолемея. Это произошло в Сузах в 323 году до н. э. Калан упоминается также флотоводцем Александра Неархом и Харесом Митиленским. Он не дрогнул во время самосожжения к удивлению тех, кто наблюдал за этим. Прежде чем сжечь себя заживо на погребальном костре, его последние слова Александру были «Мы встретимся в Вавилоне». Таким образом, считается, что он предсказал смерть Александра в Вавилоне. На момент смерти Калана Александр, однако, не планировал идти в Вавилон. Никто тогда не понял смысл его слов «Мы встретимся в Вавилоне». Это случилось только после того, как Александр заболел и умер в Вавилоне, и греки пришли к осознанию того, что слова Калана были пророческими.

## Причины

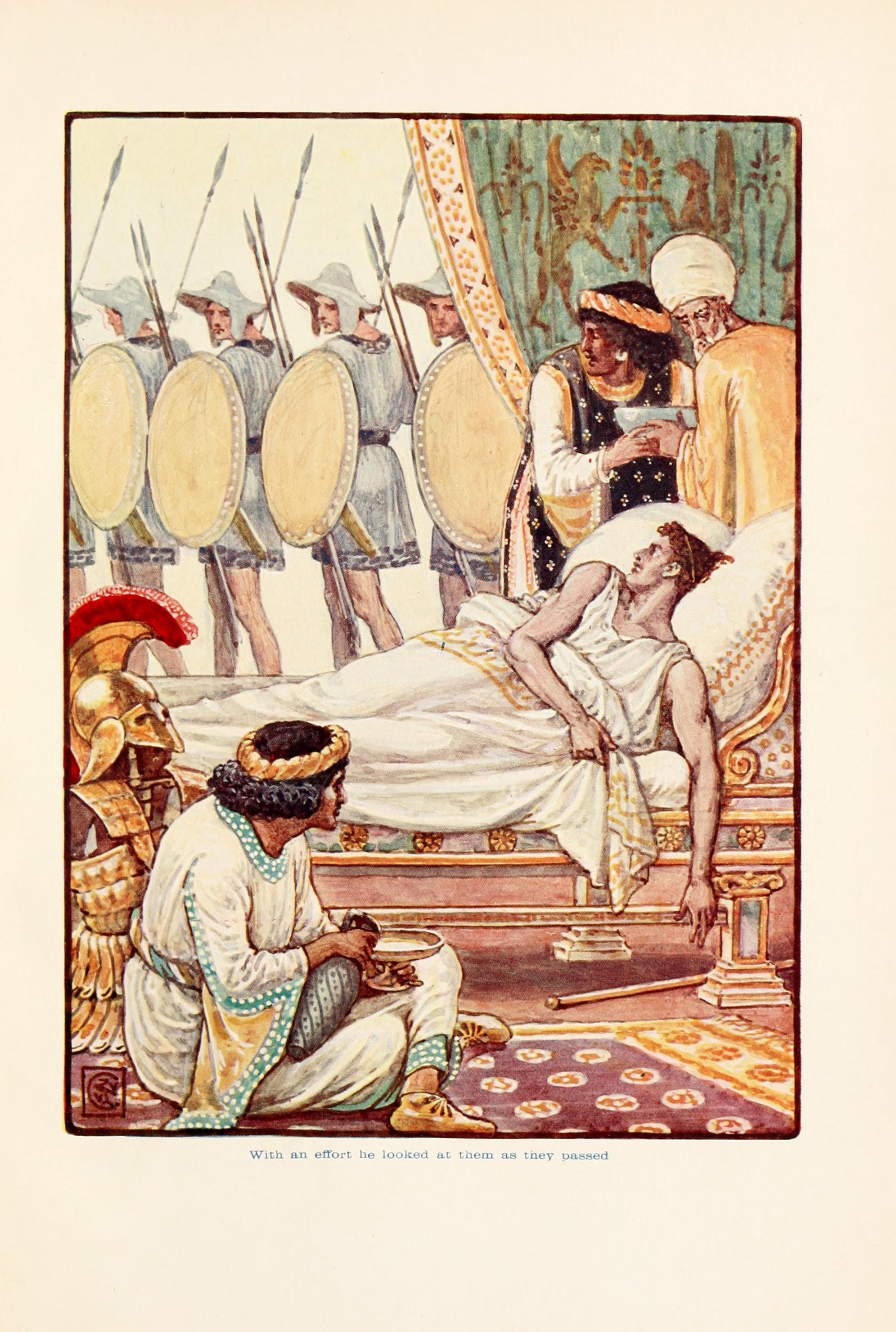
У. Крейн «С усилием он смотрел на них, когда они проходили»

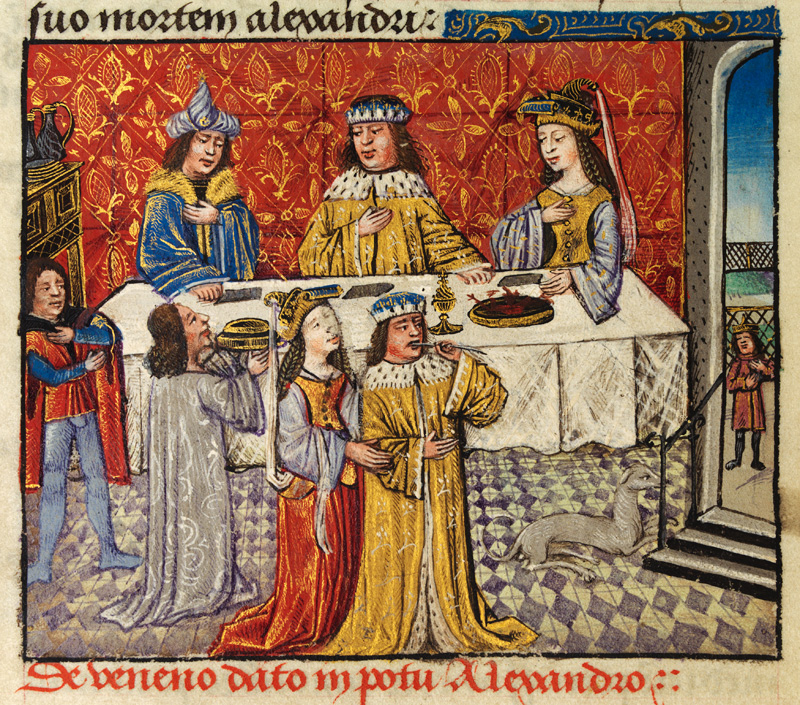
Отравление Александра на английской средневековой миниатюре XV века (иллюстрация к Истории Александра Великого)

Предполагаемые причины смерти Александра включают в себя алкогольные болезни печени, лихорадку и стрихниновое отравление, но данных в поддержку этих версий мало. По данным школы медицины Университета штата Мэриленд (доклад 1998), Александр, вероятно, умер от тифа (который, наряду с малярией, был распространен в Древнем Вавилоне). За неделю до смерти Александра исторические свидетельства упоминают озноб, потливость, слабость и высокую температуру, характерные симптомы инфекционных заболеваний, включая брюшной тиф. По словам Дэвида У. Олдаха из медицинского центра Университета штата Мэриленд, у Александра также были «сильные боли в животе, которые заставляли его кричать в агонии». Эта версия, однако, восходит к псевдоисторическому роману «История Александра Великого». По словам Эндрю Н. Уильямса и Роберта Арнотата, Александр Македонский в последние дни перед смертью стал немым. Он стал немым из-за предыдущей травмы шеи во время осады Кирополя.

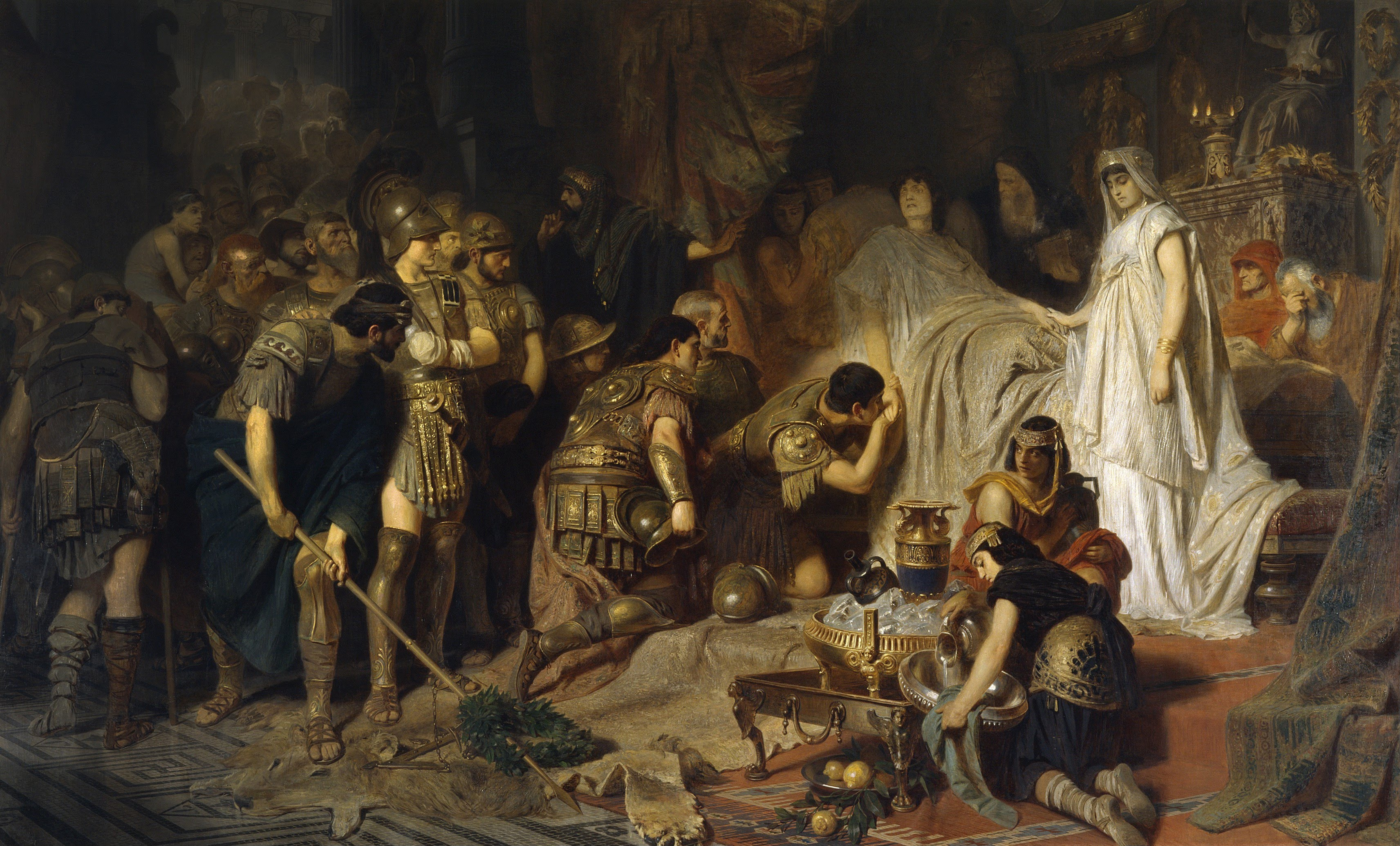
Смерть Александра Великого. Худ. Карл Теодор фон Пилоти, 1885 г.

Другие популярные теории считают, что Александр умер от малярии или был отравлен, также в Retrospective diagnosis включают неинфекционные заболевания. По мнению автора Эндрю Чугг, есть свидетельства, что Александр умер от малярии, подхватив её за две недели до смерти во время прохождения болота, во время осмотра защитных укреплений от наводнений у Вавилона. Чугг основывал свою аргументацию на «Эфемеридах» неизвестного автора Диодота из Эритры, хотя подлинность этого источника была поставлена под сомнение. Было также отмечено отсутствие описания динамики болезни, характерной для лихорадки, вызванной Плазмодией тропической (наиболее вероятный паразит, учитывая историю путешествий Александра), что снижает вероятность заболевания малярией. Версия о малярии, тем не менее, была поддержана Полом Картледжем.
На протяжении веков подозрения в отравлении пали на ряд предполагаемых преступников, в том числе одну из жен Александра, его генералов, его незаконнорожденного единокровного брата или царского виночерпия. В книге «Государь» Макиавелли предполагает, что Александр был убит своей собственной армией. Версия об отравлении особенно выделяется в политически мотивированной книге Liber de Morte Testamentoque Alexandri (Книга о смерти и завещании Александра), в которой отмечены попытки дискредитировать семейство Антипатра. Предполагается, что она была составлена в окружении Полисперхона не раньше 317 года до н. э. Эта теория была также выдвинута Марком Юнианом Юстином в его «Historia Philippicae et Totius Mundi Origines et Terrae Situs», где он заявил, что Антипатр убил Александра, накормив его настолько сильным ядом, что «он может быть передан [только] в копыте лошади».
В книге Александр Великий: смерть Бога Paul C. Doherty утверждал, что Александр был отравлен мышьяком, своим, возможно, незаконнорожденным единокровным братом Птолемеем I Сотером. Однако, это оспаривается токсикологом доктором Лео Шепом из Национального центра исследований ядов в Новой Зеландии, который высказал сомнения в подобном отравлении и вместо этого предположил, что могло быть отравление вином (случайно или намеренно), изготовленным из растения белая чемерица. Это растение было известно древним грекам и оно могло произвести симптомы длительного отравления, которые совпадают с ходом событий, описанным в книге История Александра Великого. Статья была опубликована в рецензируемом медицинском журнале Clinical Toxicology и предполагала, что отравление Александра чемерицой белой предлагает наиболее правдоподобную причину. Эта теория подкреплена трудами древнегреческого историка Диодора, который зафиксировал, что Александр «страдал от боли после того, как выпил большую чашу вина».
Эпидемиологи Джон Марр и Чарльз Калишер в качестве возможной причины смерти Александра выдвинули лихорадку Западного Нила. Эта версия считается «достаточно убедительной» в публикациях Университета Род-Айленда эпидемиологом Томасом Мазером, который тем не менее отметил, что вирус Западного Нила наиболее опасен для пожилых людей или лиц, с ослабленной иммунной системой. Версия Марра и Калишера была также раскритикована Берком А. Куньялом из Уинтропской Университетской больницы. По данным других авторов, критикующих версию Марра и Калишера, лихорадка Западного Нила не могла заразить человека, вплоть до VIII века нашей эры.
Другие причины, которые были выдвинуты, включают в себя острый панкреатит, спровоцированный «неумеренным употреблением алкоголя и очень тяжёлой пищи», острый эндокардит, шистосомоз, вызванный Schistosoma haematobium и порфирия. Фриц Шахермайр предположил лейкоз и малярию. Когда симптомы Александра были введены в Глобальную сеть эпидемиологии инфекционных заболеваний, то была получена самая высокая вероятность (41.2 %) в списке дифференциальных диагнозов для гриппа. Однако, по данным Кунья, симптомы и ход болезни Александра несовместимы с гриппом, а также малярией, шистосомозом и отравлением в частности.
Другая теория отходит от болезней и предполагает, что смерть Александра была связана с врожденным сколиотическим синдромом. Как уже отмечалось, Александр имел структурную деформацию шеи и глазодвигательный дефицит, что может быть связано с синдромом Клиппеля-Фейля, редким врожденным сколиотическим расстройством, с соответствующими физическими недостатками и симптомами, ведущими к смерти. Некоторые считают, что Александр, заболев лишь в последние дни перед смертью, страдал от прогрессирующей эпидуральной компрессии спинного мозга, которая оставила его парализованным в последние дни жизни. Однако эта гипотеза не может быть доказана без прямого анализа останков тела Александра Македонского.

## Сохранение тела

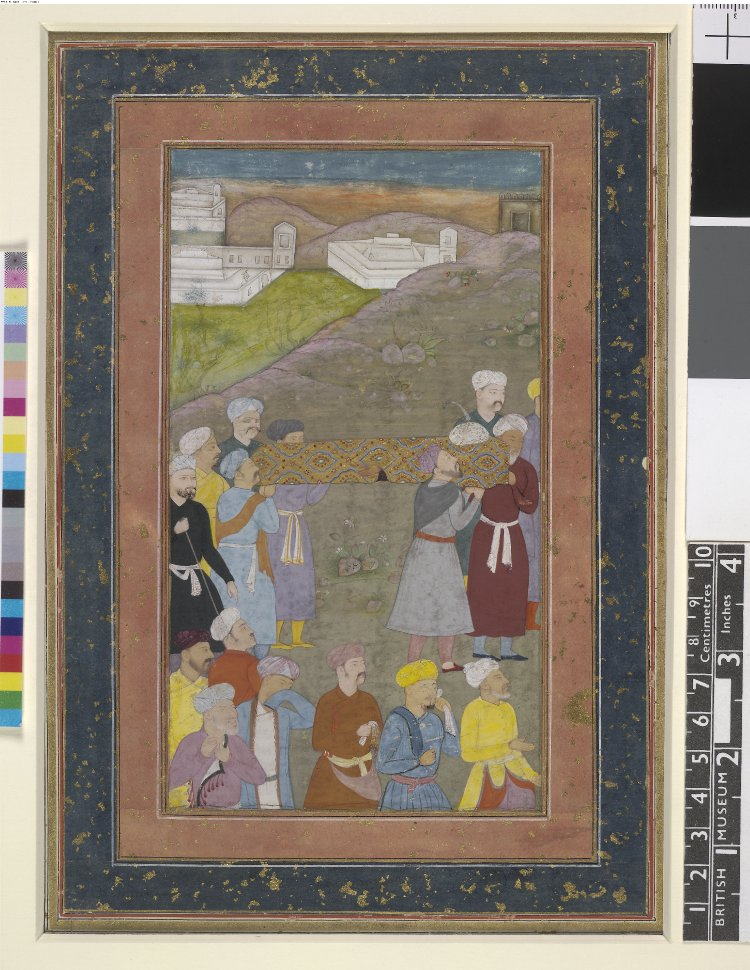
Могольская миниатюра, иллюстрирующая «Искандар-наме» Низами Гянджеви. На миниатюре изображены похороны Искандера (Александра): носильщики несли его гроб, драпированный парчовыми шелками и тюрбаном на одном конце. В версии Низами Александр заболел и умер неподалеку от Вавилона. Так как считалось, что его отравили, не было противоядия, чтобы оживить его

Один из древних авторов сообщает, что планирование и создание надлежащей погребальной процессии, чтобы перевезти тело из Вавилона, шло два года со времени смерти Александра. Точно не известно, как тело было сохранено в течение двух лет, прежде чем было перенесено из Вавилона. В 1889 году А. Уоллис Бадж предположил, что тело пролежало в бочке меда, а Плутарх сообщает о бальзамировании египетскими бальзамировщиками. По некоторым данным, египетские и халдейские бальзамировщики, прибывшие 16 июня, засвидетельствовали жизнеподобный вид Александра. Это было расценено в качестве осложнения брюшного тифа, известного как восходящий паралич, который заставляет человека выглядеть умершим еще до реальной смерти.

## Место захоронения
На пути в Македонию погребальную процессию с телом Александра встретил в Сирии один из военачальников Александра, будущий правитель Птолемей I Сотера. В конце 322 или в начале 321 года до н. э. Птолемей направил тело в Египет, где оно было захоронено в Мемфисе. В конце IV или начале III века до н. э. тело Александра было перенесено из гробницы в Мемфисе в Александрию для перезахоронения (при Птолемее Филадельфе около 280 до н. э., по словам Павсания). Позже Птолемей Филопатр поместил тело Александра в общий мавзолей в Александрии. Вскоре после смерти Клеопатры место упокоения Александра посещал Август, который, как говорят, возложил цветы на могилу и золотую диадему на голову Александра. В IV веке н. э. про это место упокоения Александра больше не было известно; более поздние авторы, такие как Ибн 'Абд ал-Хакам, Аль-Масуди и Лев Африканский, сообщают, что видели могилу Александра. Лев Африканский в 1491 и Джордж Сэндис в 1611 году, как сообщается, видели гробницу в Александрии. Согласно одной из легенд, тело лежит в крипте под раннехристианским храмом.